# Tarantella (dans)

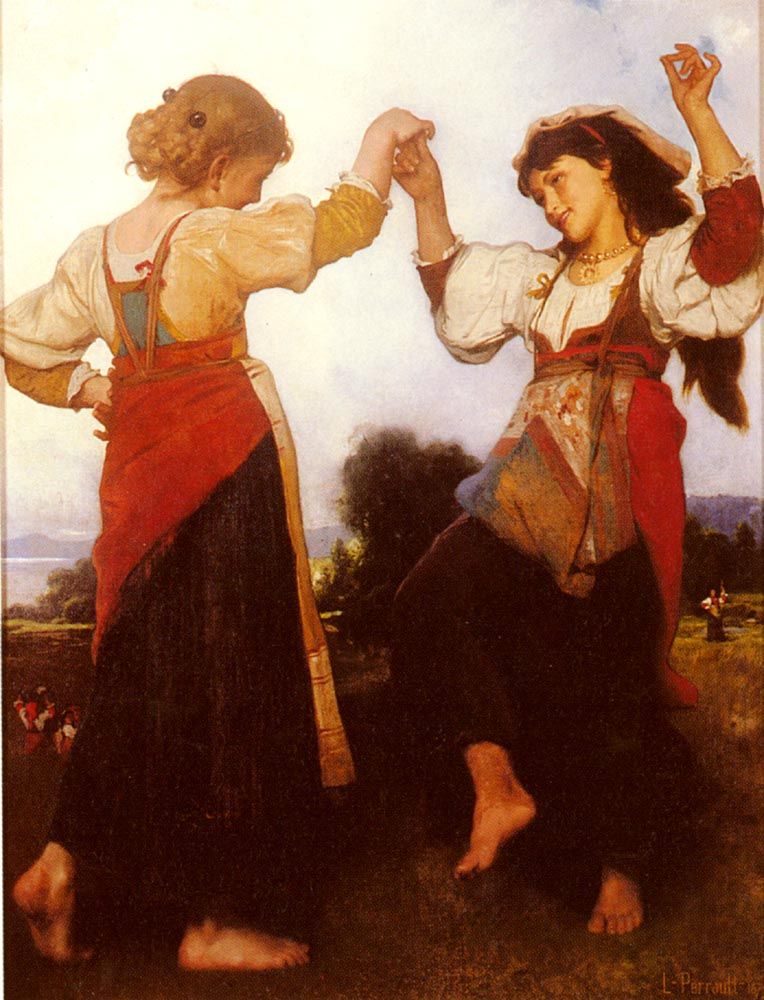
De tarantella wordt gedanst.

De Tarantella is een Italiaanse dans in 6/8 of 4/4 maat, die gekenmerkt wordt door het snel ronddraaien van dansende paren. Het is een van de bekendste dansen van het land. Diverse steden en regio's van Italië, zoals Calabrië, Napels en Sicilië, hebben een eigen versie van de dans. Sinds de negentiende eeuw verscheen de tarantella in een gestileerde vorm in de klassieke muziek.
De oudste vorm van de dans wordt pizzica genoemd. De dans is genoemd naar Tarente in Apulië (Zuid-Italië) en/of naar de tarantulaspin (Lycosa tarantula) waarvan gedacht werd dat de beet dodelijk kon zijn en enkel genezen zou kunnen worden door wild te dansen. De beet is slechts pijnlijk, behalve bij allergie.
De dans werd hoofdzakelijk door vrouwen gedanst. Een beet van een tarantula was dan vaak een excuus om eens flink los te gaan voor de vrouwen, die gewoonlijk zeer kort werden gehouden.
De dans wordt vaak bij bruiloften gedanst. Mensen dansen in een cirkel, waarbij de richting waarin de cirkel draait regelmatig omwisselt.
In Melpignano, in de provincie Lecce, wordt elke zomer de Notte della Taranta gehouden, een muziek en -dansfestival voor Tarantella en pizzica.
In de films The Godfather (1972) en The Godfather Part II (1973) wordt ook een tarantella gespeeld tijdens de twee grote feesten waarmee de films openen.